# Hyphilaria cydias
Hyphilaria cydias är en fjärilsart som beskrevs av John Obadiah Westwood 1851. Hyphilaria cydias ingår i släktet Hyphilaria och familjen Riodinidae. Inga underarter finns listade i Catalogue of Life.